# كارل بيورك (لاعب كرة قدم)
كارل بيورك (بالسويدية: Carl Björk) هو لاعب كرة قدم سويدي، ولد في 19 يناير 2000 في أوميو في السويد. لعب مع Umeå FC ‏.

## وصلات خارجية
- كارل بيورك (لاعب كرة قدم) على موقع اتحاد السويد (السويدية)
- كارل بيورك (لاعب كرة قدم) على موقع قاعدة بيانات كرة القدم.إي يو (الإنجليزية)
- كارل بيورك (لاعب كرة قدم) على موقع Soccerway.com (الإنجليزية)